# Simferopol
Simferopol (Russisch: Симферополь; Oekraïens: Сімферополь; Krim-Tataars: Aqmescit) is de hoofdstad van de autonome republiek van de Krim, op het schiereiland de Krim, een gebied onder bestuur van Rusland. 
Officieel is het onderdeel van Oekraïne. De stad zelf vormt een stadsrayon binnen de autonome republiek en is ook het bestuurlijke centrum van het gelijknamige rayon Simferopol rondom de stad. Simferopol is gelegen aan een kleine rivier, de Salgir, aan de noordkant van het Krimgebergte. De stad heeft 363.597 inwoners (2001).

## Geschiedenis
Binnen de stadsgrenzen bevinden zich de beroemde archeologische resten van de Scythische stad Neapolis.
Later, nadat de Scythen door de Goten waren verjaagd, stichtten de Krim-Tataren de stad Aqmescit.
Nadat onder leiding van Catharina II de Krim door Rusland was veroverd, werd de naam van de stad in 1784 veranderd in Simferopol. De naam komt van het Griekse Sympheropolis (Συμφερόπολις).
In 1802 werd Simferopol het bestuurlijke centrum van het gouvernement Taurida. Gedurende en in het kader van de Krimoorlog, tussen 1854 en 1856, waren er Russische soldaten gelegerd en een ziekenhuis gevestigd. Meer dan 30.000 Russische soldaten werden in de omgeving van de stad begraven.

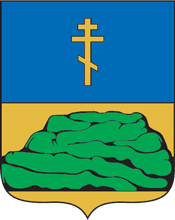
Wapenschild van Simferopol tussen 1844 en 1920.

In de twintigste eeuw werd Simferopol opnieuw getroffen door oorlogen in de regio. Aan het einde van de Russische Burgeroorlog was het hoofdkwartier van Generaal Pjotr Wrangel, leider van het anti-bolsjewistische Witte Leger, hier gevestigd. Op 13 november 1920 veroverde het Rode Leger de stad en op 18 oktober 1921 werd Simferopol de hoofdstad van de Krimse Autonome Socialistische Sovjetrepubliek.
Gedurende de Tweede Wereldoorlog werd de stad tussen 1 november 1941 en 13 april 1944 door het Duitse leger bezet. De nazi's maakten zich schuldig aan een van de grootste massaslachtingen uit de geschiedenis van Simferopol. 22.000 inwoners vonden hierdoor de dood, in hoofdzaak Russen, Joden, Krimtsjaken en Zigeuners. Op 13 december 1941 werden er op één dag, door de Einsatzgruppen D, onder leiding van Otto Ohlendorf, 14.300 inwoners van Simferopol gedood.
Nadat de Sovjetsoldaten de stad in april 1944 hadden heroverd, werden op 18 mei van dat jaar de plaatselijke Krim-Tataren, samen met de rest van de Krim-Tataren onder dwang gedeporteerd naar Centraal-Azië.
Na de oorlog, op 26 april 1954, werd Simferopol door Chroesjtsjov, samen met de rest van de Krim, overgedragen van Rusland aan Oekraïne.
Na het uiteenvallen van de Sovjet-Unie in 1991 werd Simferopol de hoofdstad van de autonome republiek van de Krim binnen het onafhankelijke Oekraïne.
In 2014 werd de Krim, na een militaire invasie en een haastig referendum, door Rusland geannexeerd. Het referendum en de annexatie werden internationaal niet erkend.

## Demografie
Van de ruim 363.000 inwoners zijn de meeste inwoners etnisch Russisch. Daarnaast wonen in de stad grote Oekraïense en Krim-Tataarse minderheden.
Nadat de Krim-Tataren in de jaren negentig van hun ballingschap terugkeerden, ontstonden enkele nieuwe Krim-Tataarse voorsteden.
- Russen 58,7%
- Oekraïners 22,3%
- Krim-Tataren 14%
- Witrussen 1,1%

## Transport
De stad heeft een treinstation en een internationaal vliegveld. 's Werelds langste trolleybuslijn (86 km) loopt van Simferopol naar Jalta.

## Geboren in Simferopol
- Oleg Kotov (1965), Russisch kosmonaut
- Ljoedmyla Blonska (1977), atlete
- Jekaterina Serebrjanskaja (1977), ritmisch gymnaste
- Jana Klotsjkova (1982), zwemster
- Andrij Serdinov (1982), zwemmer
- Andrij Hryvko (1983), wielrenner
- Ihor Borysyk (1984), zwemmer
- Dmytro Hrabovsky (1985-2017), wielrenner
- Oleksandr Usyk (1987), bokser
- Andrij Hovorov (1992), zwemmer
- Nadia Dorofejeva (1990), artiest, model, actrice, influencer